# Lobatiriccardia yakusimensis
Lobatiriccardia yakusimensis là một loài rêu trong họ Aneuraceae. Loài này được S. Hatt. Furuki mô tả khoa học đầu tiên năm 1991.